# Hina-au-kekele
Za božicu, pogledajte Hina (božica).
Hina (puno ime: Hina-au-kekele/Hina-ʻau-aku) bila je havajska gospa i poglavarica Velikog otoka; sestra-žena vrhovnog poglavice Pilikaaieje Havajskog. Oni su bili osnivači Dinastije Pili (havajski Hale o Pili).

## Životopis
Hina je rođena na Tahitiju kao kći plemića Laʻaua i njegove sestre-žene, plemkinje zvane Kukamolimaulialoha (Kukamolimolialoha). Djed Hine bio je vrhovni poglavica Lanakawai (potomak Ulua) te je Hina bila nazvana po jednoj slavnoj božici. Ona je rođena na Tahitiju, ali je bila havajskog podrijetla. Nepoznato je zašto su njezini roditelji otišli na Tahiti. 
Njezin je brat bio Pilikaaiea, koji je često znan jednostavno kao Pili. Bili su vjenčani te je njihova seksualna unija smatrana svetom, prema havajskim običajima i zakonima. Njihova su djeca:
- Koa (Ko) — sin
- Hinaʻauamai[5] — kći (također nazvana po Hini) te supruga svoga brata

Hina i Pili su došli na Havaje zajedno s čarobnjakom Paʻaoom te je Pili naslijedio Kapawu. Pili i Hina bili su preci Pilijevog nasljednika, poglavice Kukohoua (umro 1185.).